# Euxoa distincta
Euxoa distincta là một loài bướm đêm trong họ Noctuidae.